# Зенков Іоанн Юрійович
Зенков Іоанн Юрійович (нар. 7 липня 1993, Київ, Україна) — український режисер, продюсер, автор пісень, солдат Збройних сил України, учасник російсько-української війни. Продюсер українського співака PTASHKIN.

## Творча діяльність
У серпні 2018 року в співачки LOBODA вийшло офіційне відео до пісні SuperSTAR, над яким Іоанн працював як режисер монтажу. У жовтні того ж року він був режисером та сценаристом кліпу до пісні «Вода ледяная» українського співака Михайла Панчишина (PTASHKIN), а також працював на його постпродакшном.
У лютому 2019 в PTASHKIN вийшов кліп до пісні «Baby», над яким Іоанн знову працював як режисер. У травні почав співпрацювати з українською співачкою NAVKA — зрежисерував кліп до пісні «Ціп-ціп». Влітку працював над кліпами до пісень «Пуля-Дура» співачки LOBODA, «COSMOS girls — Частоты» співака Григорія Лепса, а також «Лaйкeр» російської співачки Ольги Бузoвої. У жовтні режисер зняв кліп до пісні «Не стій» української співачки Марії Бурмаки. В кінці року в Ольги бузової вийшов кліп до пісні «Не виновата», над яким Іоанн працював як режисер монтажу.
У 2020 році режисер працював над усіма 13-ма кліпами проєкту «Україна в піснях» співачки NAVKA — збіркою кліпів до українських народних пісень. Також у квітні був режисером кліпу до пісні «Зелёные Глаза» української співачки Міли Рогози.
У березні 2021 року в української співачки СолоХа вийшов кліп на пісню «Ваша мати», режисером якого був Іоанн. У квітні він був режисером кліпу до пісні «А нам сьогодні 50» українського співака Михайла Поплавського. В травні вийшов короткометражний фільм «Неограновані», що був знятий українською командою у Шрі-Ланці, над монтажем якого працював Іоанн Зенков.
У лютому 2022 року, разом з Михайлом Панчишином, добровільно приєднався до лав київської територіальної оборони під час російського вторгнення в Україну. Брав участь у боях за звільнення Ірпеня, а також пізніше у боях за Бахмут у складі ЗСУ. Згодом був поранений та госпіталізований, після чого був звільнений з лав ЗСУ. У грудні в PTASHKIN вийшла пісня «Невідомий герой» та кліп до неї, над якими Іоанн також працював.
У січні 2023 року режисер отримав медаль «Захиснику Вітчизни». У березні вийшли пісні «Невідомий Герой», «Донечка», «Радій» та «Марш Бойових Бобрів» мініальбому «Бойові бобри» співака PTASHKIN, текст до яких написав Іоанн, а також він був співавтором решти пісень. У червні працював режисером кліпу до пісні «Я солдат» співака PTASHKIN, а також займався монтажем та кольорокорекцією до нього.

## Роботи

### Музичні кліпи
- LOBODA - SuperSTAR на YouTube
- PTASHKIN - Вода ледяная на YouTube
- NAVKA - Ціп-ціп на YouTube
- LOBODA — Пуля-Дура на YouTube
- COSMOS girls — Частоты на YouTube
- Ольгa Бузoва — "Лaйкeр" на YouTube
- Марія Бурмака - Не стій на YouTube
- Ольга Бузова - "Не виновата" на YouTube
- Mila Rogoza - Зелёные Глаза на YouTube
- Михайло Поплавський – А нам сьогодні п'ятдесят на YouTube
- PTASHKIN - НЕВІДОМИЙ ГЕРОЙ на YouTube
- PTASHKIN - Я солдат на YouTube

### Фільми і відео-проєкти
- Проєкт «Україна в піснях» на YouTube (2020)
- Трейлер до фільму «Неограновані» на YouTube (2021)